# Aleksander Kaczorowski
Aleksander Kaczorowski (sinh ngày 29 tháng 5 năm 1969 tại Żyrardów) là một nhà Séc học, nhà báo, biên tập viên, nhà văn và dịch giả người Ba Lan.

## Tiểu sử
Aleksander Kaczorowski hiện đang nghiên cứu tại Viện Xã hội học trực thuộc Đại học Warsaw. Năm 1998, ông tốt nghiệp ngành Séc học tại đại học này.
Aleksander Kaczorowski làm trưởng phòng cho nhật báo Gazeta Wyborcza - tờ báo lớn nhất của Ba Lan - đến năm 2002. Sau đó, ông làm phó tổng biên tập của tuần san Newsweek Polska và bán nguyệt san Forum. Từ năm 2012, Aleksander Kaczorowski làm tổng biên tập của quý san Aspen Review Central Europe. Ông cũng đang giảng dạy tại Viện Nghiên cứu Tây và Nam Xla-vơ trực thuộc Đại học Warsaw.
Aleksander Kaczorowski là tác giả của tiểu thuyết Praskie łowy (Hunting in Prague), các tuyển tập tiểu luận Praski Elementarz (The Prague Reader), Ballada o kapciach (The Ballad of Slippers), và các bài phỏng vấn Europa z płaskostopiem (Europe's Flat Feet). Ông cũng viết tiểu sử của Václav Havel Havel. Zemsta bezsilnych (Havel. The Revenge of the Powerless), Bohumil Hrabal Gra w życie (Playing at Life), và Ota Pavel Ota Pavel: pod powierzchnią (Ota Pavel: Beneath the Surface). Aleksander Kaczorowski đã dịch sách của nhiều tác giả người Séc như Bohumil Hrabal, Egon Bondy, Josef kvorecký, và những người khác. Ông hiện là thành viên của Hiệp hội Nhà văn Ba Lan.
Năm 2015, Aleksander Kaczorowski được đề cử cho Giải thưởng Teresa Torańska của Newsweek với cuốn sách về Havel. Cùng năm, ông được Trung tâm Đoàn kết Châu Âu và Đại học Đông Âu phong là Đại sứ của Châu Âu Mới. Năm 2016, Aleksander Kaczorowski được nhận Giải thưởng Václav Burian vì những đóng góp văn hóa cho cuộc đối thoại Trung Âu. Năm 2019, ông được trao Giải thưởng văn học Upper Silesian "Juliusz" và được đề cử cho Giải thưởng văn học Nike với cuốn sách về Ota Pavel.

## Tác phẩm tiêu biểu
,Sách
- Praski elementarz, Wołowiec: Czarne, 2001, 2012, ISBN 978-83-7536-277-0.
- Gra w życie. Opowieść o Bohumilu Hrabalu, Wołowiec: Czarne, 2004, ISBN 838739198-0.
  - Életjáték – Történet Bohumil Hrabalról, Budapest: Európa Könyvkiadó, 2006, ISBN 978-963-07-8131-2.
  - Il gioco della vita. La storia di Bohumil Hrabal, Rome: Edizioni E/O, 2007, ISBN 978-8876417559.
- Europa z płaskostopiem, Wołowiec: Czarne, 2006, ISBN 83-89755-64-5.
- Praskie łowy, Warszawa: Świat Książki, 2007, ISBN 978-83-247-0835-2.
- Ballada o kapciach, Wołowiec: Czarne, 2012, ISBN 978-83-7536-350-0.
- Havel. Zemsta bezsilnych, Wołowiec: Czarne, 2014, ISBN 978-83-7536-557-3.
- Hrabal. Słodka apokalipsa, Wołowiec: Czarne, 2016, ISBN 978-83-8049-221-9.
- Ota Pavel: pod powierzchnią, Wołowiec: Czarne, 2018 ISBN 978-83-8049-677-4.
- Czechy. To nevymyslíš, Warszawa: Muza, 2022, ISBN 978-83-287-2086-2.
- Prezydent. Aleksander Kwaśniewski w rozmowie z Aleksandrem Kaczorowskim, Kraków: Znak Literanova, 2023, ISBN 978-83-240-7397-9.
- Babel. Człowiek bez losu, Wołowiec: Czarne 2023, ISBN 978-83-8191-777-3.

Sách dịch
- Egon Bondy, Noga świętego Patryka, Izabelin: Świat Literacki 1995, ISBN 978-83-86646-11-1.
- Bohumil Hrabal, Czuły barbarzyńca, Izabelin: Świat Literacki 1997, ISBN 978-83-626-7607-1.
- Josef Škvorecký, Przypadki niefortunnego saksofonisty tenorowego, Izabelin: Świat Literacki, 1999, ISBN 83-86646-87-X.
- László Szigeti, Drybling Hidegkutiego, czyli rozmowy z Hrabalem, Izabelin: Świat Literacki, 2002, ISBN 83-88612-23-9.
- Bohumil Hrabal, Piękna rupieciarnia, Wołowiec: Czarne, 2006, ISBN 978-83-8049-787-0 (with Jan Stachowski).
- Helga Hošková-Weissová|Helga Weissová]], Dziennik Helgi: świadectwo dziewczynki o życiu w obozach koncentracyjnych, Kraków: Insignis Media, 2013, ISBN 978-83-63944-04-9.
- Josef Pazderka (ed.), Inwazja na Czechosłowację 1968. Perspektywa rosyjska, Instytut Pamięci Narodowej 2015, ISBN 978-83-7629-818-4.
- Jiří Pelán, Hrabal w lustrze krytyki, [in:] W poszukiwaniu przerw w zabudowie. W stulecie urodzin Bohumila Hrabala, (ed. J. Goszczyńska), Warszawa 2015.
- Jakub Češka, Nic, tylko strach, czyli ironiczna spowiedź, [in:] W poszukiwaniu przerw w zabudowie. W stulecie urodzin Bohumila Hrabala, (ed. J. Goszczyńska), Warszawa 2015.